# A Outra Face (filme)
A Outra Face (em inglês:  Face/Off) é um filme estadunidense de 1997, do gênero ação e ficção científica de 1997, realizado por John Woo, escrito por Mike Werb e Michael Colleary e protagonizado por John Travolta e Nicolas Cage.
Travolta faz o papel de Sean Archer, um agente do FBI, cujo maior inimigo é Castor Troy, um terrorista protagonizado por Cage. Numa operação antiterrorismo ultra-secreta, ambos assumem a aparência(e consequentemente a identidade) um do outro.
Foi o primeiro filme com total controlo criativo por parte de John Woo, realizador conhecido pelos seus filmes realizados em Hong Kong. Foi recebido de forma positiva pelos críticos e um sucesso de bilheteira, totalizando $245 milhões a nível global. Foi também nomeado para o Óscar de Melhor Edição de Efeitos Sonoros.

## Sinopse
Sean Archer é um agente do FBI que vive traumatizado desde que viu o seu filho ser morto por Castor Troy, um maníaco terrorista que na verdade tentava matar o próprio Archer, mas errou o tiro.
Durante vários anos, Archer tenta capturar Troy. Após uma grande operação policial num aeroporto, que causa a detecção de alguns bandidos e a morte de alguns policiais, Archer consegue apanhar Castor e pô-lo em coma, não sem antes descobrir que uma grande bomba foi colocada por Troy, poucos dias antes, em Los Angeles. Todas as tentativas para descobrir a localização desta são infrutíferas. Quando Pollux Troy, irmão mais novo de Castor, é interrogado, este afirma que nada dirá enquanto não falar com o seu irmão.
Sem saída e com a bomba a dias de explodir, Sean recorre a uma nova técnica revolucionária criada pelo cirurgião Dr. Malcolm Walsh, trocando de rosto com Castor Troy, de forma a conseguir falar com Pollux na prisão. Dada a natureza ultra-secreta desta operação, apenas algumas pessoas sabem da mesma. No entanto, um dia após a cirurgia, enquanto Sean está no presídio se passando por Castor, este desperta do coma, obrigando o Dr. Walsh a colocar-lhe a face de Sean e assassinando-o em seguida, juntamente com todas as testemunhas e provas físicas que pudessem revelar que o aparente Castor Troy é na verdade o agente Sean Archer.
Em seguida, Castor revela ao seu irmão que está se passando por Sean Archer e aproveita a posição de poder que ganhou para o libertar, planejando destruir seus rivais do mundo do crime, ao mesmo tempo que é aclamado como herói por desativar a sua própria bomba de forma aparentemente miraculosa, almejando chegar a ser diretor do FBI. Assume também o papel de Sean junto da família, fazendo amor com Eve, a esposa de Archer, e dando conselhos politicamente incorretos a sua filha mais velha Jamie.
Preso numa plataforma petrolífera transformada em prisão de segurança máxima, Sean incita um motim e consegue escapar, infiltrando-se entre os aliados de Castor e procurando refúgio junto de Sasha, a amante de Castor, e o seu irmão, Dietrich. Adivinhando o seu paradeiro através de uma informação de Pollux, Castor mobiliza uma maciça força policial para eliminar Sean. No tiroteio que se segue, Dietrich e os aliados de Castor são mortos, enquanto que Sasha consegue escapar com o seu filho, Adam, que é também filho de Castor. Sean persegue Pollux, que cai através de uma clarabóia de vidro e morre. Ao perceber isso, um enfurecido Castor atira tentando acertar Sean, sem sucesso, ao que Loomis, um dos policiais próximos de Sean se aproxima tentando fazer Castor(que ele acredita ser Sean) voltar a si, ao que Castor o mata, atirando diretamente em sua cabeça enquanto lamenta a morte de Pollux.
No dia seguinte, o supervisor de Sean, Victor Lazarro, irrompe pelo seu gabinete, condenando os métodos adotados e a quantidade de mortos. Enraivecido com a morte do irmão, Castor abre o jogo para Lazarro revelando ser quem é de verdade e o mata, fazendo parecer para os demais policiais que este teve um ataque cardíaco. Sean consegue entrar em contato com Eve, que está em negação e em pânico por ver o assassino do seu filho à sua frente, mas percebe que ele está lhe contando a verdade ao fazer uma análise de sangue a Castor, que tem um tipo sanguíneo diferente de Sean. Eve diz-lhe que Castor estará exposto no funeral de Lazarro(que acontece num cemitério perto da praia) e Sean decide confrontá-lo, mas Castor prevê a situação e se antecipa, fazendo com que seus aliados restantes raptem Jamie, levando-á a força ao velório. Após o fim da cerimônia fúnebre de Lazarro, na qual Castor(como Sean e acompanhado de Eve) assistia enquanto Sean(como Castor) refletia sobre toda a história e meditava escondido na capela dos fundos, os aliados de Castor fazem de Eve sua refém e este confronta Sean. Sasha aparece para se vingar de Castor (que ela pensa ser Sean) pela morte de Dietrich e começa um tiroteio, ao que a amante do bandido protege Eve e é baleada, caindo nos braços de Sean. Antes dela morrer, Sean a promete que tomará conta de Adam, impedindo o garoto de seguir os passos criminosos dos pais.
Castor aproveita o momento de distração para sair da capela, mas Sean logo o intercepta e a perseguição continua do lado de fora da capela onde Jamie finalmente dá de cara com seu pai e Castor com os rostos trocados enquanto eles se confrontam, Sean rende Castor e um clama para ela atirar no outro, deixando-a confusa e fazendo-a atirar em Sean(que ela pensa ser Castor) e deixando-o fora de combate, quando Castor a rende e começa a provocá-la, ao que ela se dá conta do ocorrido e fere o bandido na perna com um canivete dado pelo próprio(que disfarçado de Sean dava conselhos a ela de como se defender). Ainda assim Castor foge, matando várias pessoas pelo caminho. Sean o persegue, culminando numa perseguição de barcos que termina quando a lancha em que os dois estão se choca contra o cais e explode, lançando-os á praia. Ao confronto final, após muito ferido e aparentemente perdendo a batalha, um exausto e desesperado Sean acaba por matar Castor com um arpão. Quando os agentes do FBI aparecem, tratam-no pela sua verdadeira identidade, já que Eve os informou sobre o ocorrido. Sean recupera sua face e volta ao lar, acompanhado de Adam, que passa a ser o seu filho adotivo.

## Elenco
- John Travolta ....Sean Archer / Castor Troy
- Nicolas Cage .... Castor Troy / Sean Archer
- Joan Allen .... doutora Eve Archer, esposa de Sean, trabalha num hospital como médica cirurgiã.
- Alessandro Nivola .... Pollux Troy, irmão mais novo de Castor que é seu cúmplice no crime.
- Gina Gershon .... Sasha Hassler, amante de Castor, com quem tem um filho, Adam, que é criado apenas por ela.
- Dominique Swain ....Jamie Archer, filha mais velha(e filha única após a morte de Michael) de Sean e Eve Archer, adolescente um tanto rebelde que sofre com a ausência dos pais devido ao trabalho de ambos. Recebe conselhos politicamente incorretos de Castor quando este está disfarçado de Sean.
- Nick Cassavetes .... Dietrich Hassler, irmão mais velho de Sasha e um dos aliados de Castor, apesar deste e de Pollux não confiarem totalmente nele e em seus homens.
- Harve Presnell .... Victor Lazarro, supervisor e mentor de Sean no FBI.
- Colm Feore .... doutor Malcolm Walsh, cirurgião responsável pela troca de rostos entre Sean e Castor, que também consegue manipular cordas vocais mediante um aparelho, fazendo com que um tenha a voz do outro.
- John Carroll Lynch .... Walton, capitão dos seguranças no presídio onde Pollux é preso.
- CCH Pounder .... Doutora Hollis Miller, aliada de Sean no FBI que faz contato entre este e o Dr. Malcolm Walsh. Uma das poucas pessoas que sabem da troca de rosto entre Sean e Castor.
- Robert Wisdom .... Tito Biondi, braço direito de Sean no FBI e um dos poucos que sabem da troca de rosto entre este e Castor.
- Thomas Jane .... Burke Hicks, detento da prisão onde Sean(disfarçado de Castor) procura por Pollux. Hicks fora detido por Sean anteriormente, dando a entender que também era de certa forma aliado de Castor no passado e aparentemente é um dos melhores amigos de Pollux na prisão.
- Myles Jeffrey .... Michael Archer, filho caçula de Sean e Eve que fora assassinado por Castor quando este tentava acertar Sean e errou o tiro. É o motivo pelo qual Sean quer se vingar de Castor.
- David McCurley .... Adam Hassler, Filho de Sasha com Castor, criado apenas por ela, já que este a abandonou e desconhece o fato de ter um filho. Dada a semelhança entre Adam e Michael, Sean tem vislumbres de seu falecido filho quando conhece e abraça Adam.
- Matt Ross .... Loomis, um dos policiais mais próximos de Sean, que durante a emboscada armada por Sean para capturar Castor no início do filme, acaba tomando um tiro em sua orelha, a qual teve que ser operada pelo Dr. Walsh.
- Chris Bauer ....Ivan Dubov, um detento do presídio onde Pollux está preso e Sean(disfarçado de Castor afim de falar com Pollux) é colocado também. Logo que é posto entre os demais detentos, Sean é atacado por Dubov, que começa a espancá-lo, dando início a uma briga entre eles que acaba motivando outros detentos a brigarem entre si também(o que atrai os guardas locais a resolverem a situação). Sean reage á briga e se defende de Dubov, deixando-o seriamente ferido, até que vai dar o golpe de misericórdia e sua compaixão pelo ferido o faz parar, até que os dois são afastados pelo guarda Walton. No dia seguinte, Sean descobre por Pollux o porque Dubov queria se vingar de Castor e mais tarde se explica ao mesmo afim de que este seja seu aliado na fuga á prisão.
- Tommy Flanagan ....Leo, um dos aliados de Castor que é um constante cúmplice deste em seus maiores crimes, sendo um dos que sabem que este está disfarçado de Sean, sendo assim infiltrado entre o FBI. É ele quem sequestra Jamie, levando-a como refém ao funeral de Lazarro e mais tarde fazendo Eve de refém no mesmo local.
- Romy Windsor ....Kimberly, atraente secretária do FBI que chega a ser levemente assediada por Castor(disfarçado de Sean) em público, quando este é saudado pelos demais policiais após desarmar a bomba projetada por ele mesmo(em sua própria identidade), chegando a estranhar tal assedio, mas se mantendo calada para evitar constrangimentos, apesar de se mostrar falante demais em outras situações.
- Margaret Cho ....Wanda, uma das policiais aliadas a Sean. A princípio desconhece o plano deste se disfarçar de Castor, descobrindo apenas após Eve avisá-la e alertar os demais policiais.
- James Denton ....Buzz, um dos policiais do FBI aliados a Sean. Durante a invasão á casa de Dietrich liderada por Castor(que ele e todos mais pensam ser Sean), ele e Sean(disfarçado de Castor) chegam a se confrontar, quando o agente o reconhece, mas para evitar o pior, nocauteia o policial, que aparentemente se finge de morto e acaba por não morrer. Logo após, Sean, para disfarçar, avisa a Dietrich que alertou Buzz para não se meter com ele.
- Paul Hipp e Kirk Baltz ....Respectivamente Fitch e Aldo, dois amigos(e aliados nos crimes) de Castor que acolhem Sean(disfarçado de Castor) na casa de Dietrich enquanto este está se escondendo da polícia. São dois traficantes de drogas que trabalham para Dietrich. Assim como Sasha e Dietrich, eles também não descobrem que Sean e Castor estão com as aparências e identidades trocadas e morrem(durante o tiroteio que se segue na casa) sem saber disso.
- Lauren Sinclair ....Agente Winters do FBI, sendo assim uma das aliadas de Sean. Se infiltra no avião onde Castor pretende fugir com Pollux e acaba flertando com o primeiro antes do avião ser interceptado pelo FBI e Winters se dar conta de quem Castor e Pollux são e atacá-los. Castor faz dela refém e termina por atirar nela e jogá-la do alto do avião para sua morte. Após Sean conseguir capturar Castor, ele dedica o champanhe que recebeu para brindar em homenagem a Winters e outros policiais mortos durante a caça.
- Danny Masterson ....Karl, amigo e suposto paquera de Jamie que após uma suposta noite romântica entre os dois, deixa ela em casa e tenta assediá-la sexualmente, apesar da resistência dela. Castor(disfarçado de Sean) percebe isso e o ataca, intimidando-o. O rapaz foge de lá desesperado e Castor presenteia Jamie com uma lança afim desta se defender de Karl e outros assediadores.